# Dolichoderus

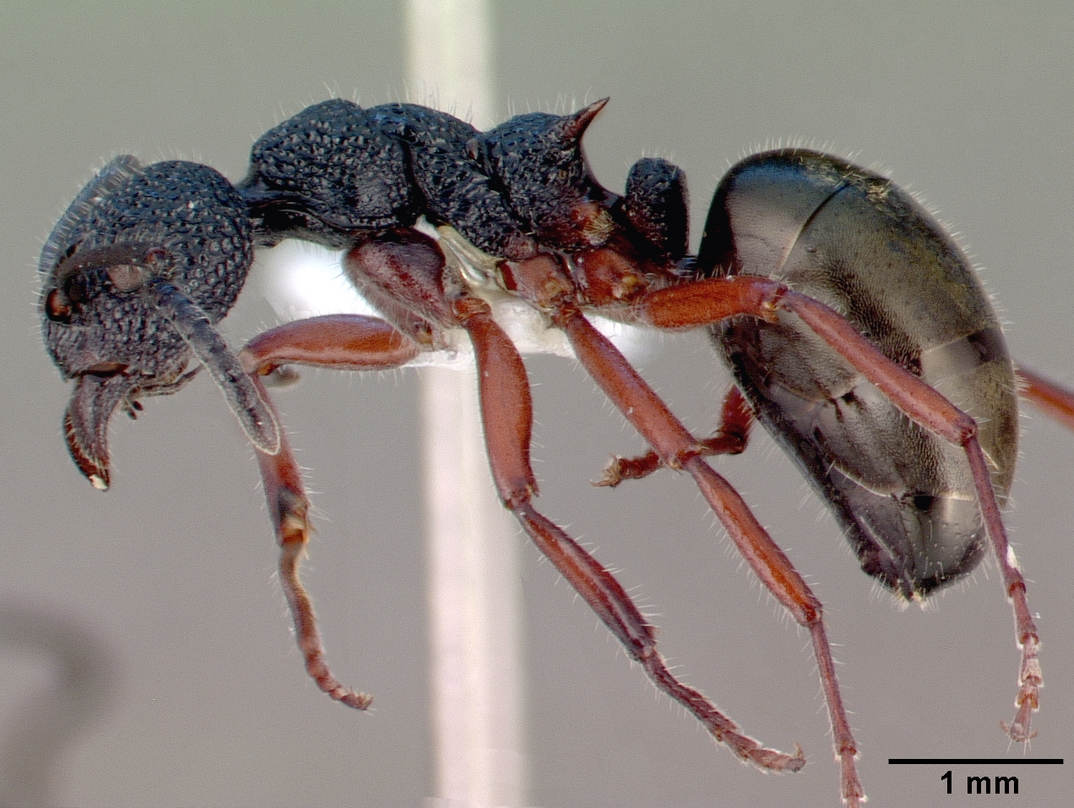
Dolichoderus scabridus

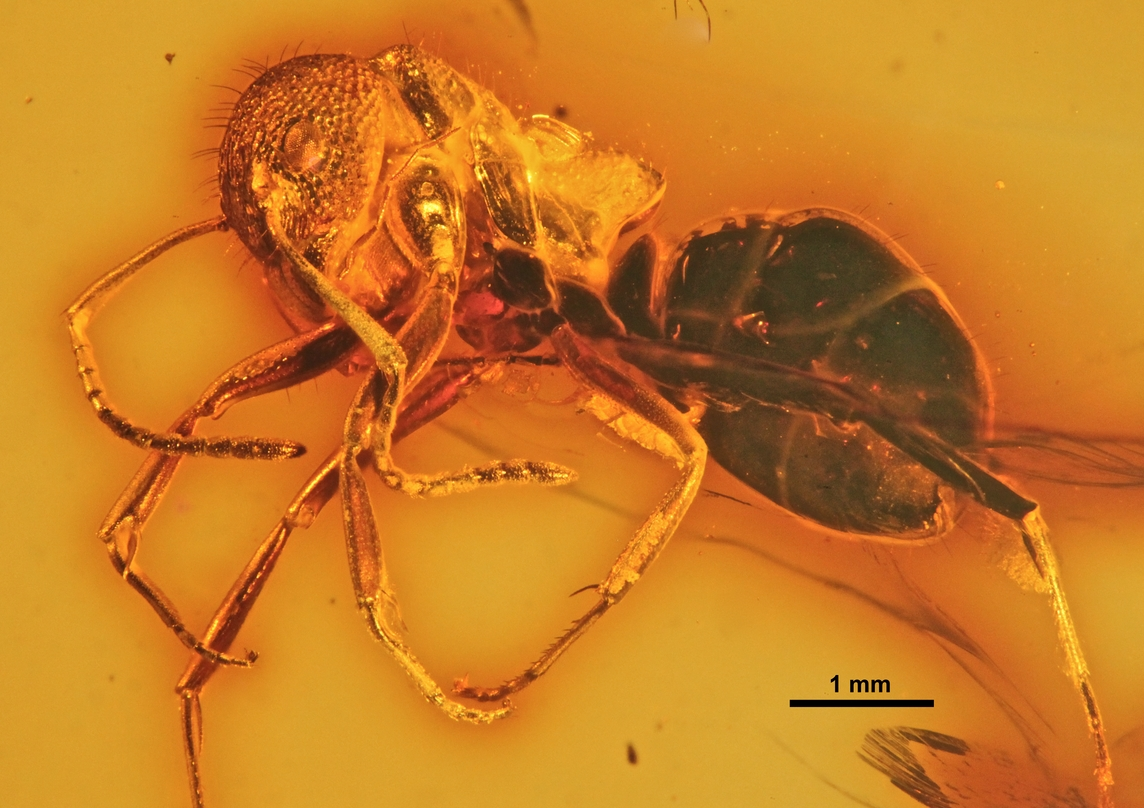
Dolichoderus sculpturatus en ambre

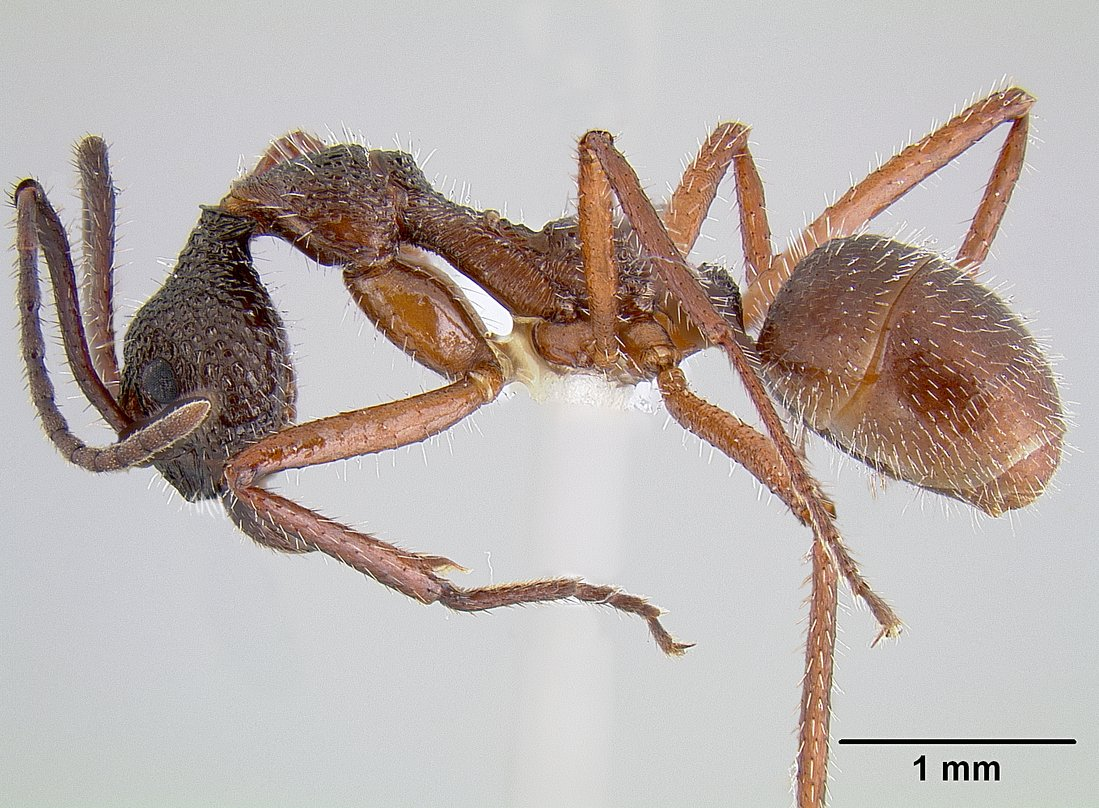
Dolichoderus attelaboides

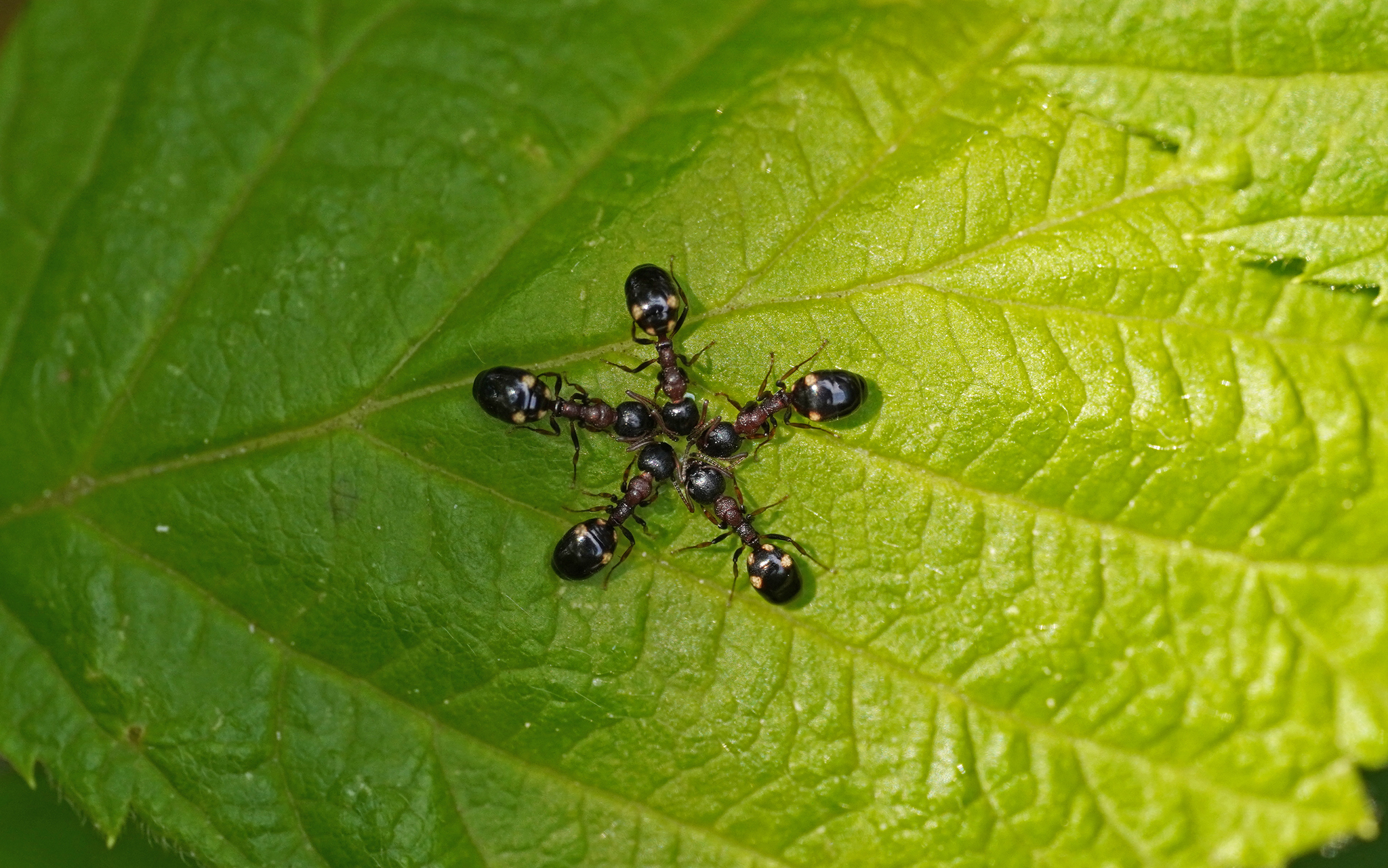
Dolichoderus quadripunctatus

Dolichoderus és un gènere de formigues de la subfamília dels dolicoderins (Dolichoderinae). Les seves espècies estan distribuïdes per Amèrica del Nord, la part nord de Sud-amèrica, Europa i des de l'Índia oriental fins al Japó i Austràlia.

## Espècies
El gènere Dolichoderus inclou 131 espècies actuals i 50 de fòssils. A la península Ibèrica només se n'ha citat una, Dolichoderus quadripunctatus (Linnaeus, 1771).
- Dolichoderus abruptus (Smith, 1858)
- †Dolichoderus affectus Théobald, 1937
- Dolichoderus affinis Emery, 1889
- Dolichoderus albamaculus Shattuck & Marsden, 2013
- Dolichoderus andinus (Kempf, 1962)
- Dolichoderus angusticornis Clark, 1930
- †Dolichoderus antiquus Carpenter, 1930
- Dolichoderus attelaboides (Fabricius, 1775)
- Dolichoderus australis André, 1896
- Dolichoderus baenae MacKay, 1993
- †Dolichoderus balticus (Mayr, 1868)
- Dolichoderus beccarii Emery, 1887
- Dolichoderus bidens (Linnaeus, 1758)
- Dolichoderus bispinosus (Olivier, 1792)
- †Dolichoderus brevicornis Dlussky, 2002
- †Dolichoderus brevipalpis Dlussky, 2008
- †Dolichoderus brevipennis Dlussky, 2008
- Dolichoderus brevis Santschi, 1920
- Dolichoderus brevithorax Menozzi, 1928
- †Dolichoderus bruneti Théobald, 1937
- Dolichoderus burmanicus Bingham, 1903
- Dolichoderus butteli Forel, 1913
- Dolichoderus canopus Shattuck & Marsden, 2013
- Dolichoderus carbonarius Emery, 1895
- †Dolichoderus caribbaeus (Wilson, 1985)
- Dolichoderus clarki Wheeler, 1935
- Dolichoderus clusor Forel, 1907
- Dolichoderus cogitans Forel, 1912
- Dolichoderus coniger (Mayr, 1870)
- †Dolichoderus coquandi Théobald, 1937
- †Dolichoderus cornutus (Mayr, 1868)
- Dolichoderus crawleyi Donisthorpe, 1917
- Dolichoderus curvilobus (Lattke, 1987)
- Dolichoderus cuspidatus (Smith, 1857)
- Dolichoderus dajiensis Wang & Zheng, 2005
- Dolichoderus debilis Emery, 1890
- Dolichoderus decollatus Smith, 1858
- Dolichoderus dentatus Forel, 1902
- †Dolichoderus dibolius Wilson, 1985
- Dolichoderus diversus Emery, 1894
- †Dolichoderus dlusskyi LaPolla & Greenwalt, 2015
- Dolichoderus doloniger (Roger, 1862)
- Dolichoderus doriae Emery, 1887
- †Dolichoderus elegans Wheeler, 1915
- Dolichoderus epetreius (Lattke, 1987)
- Dolichoderus erectilobus Santschi, 1920
- Dolichoderus etus Shattuck & Marsden, 2013
- †Dolichoderus evolans Zhang, 1989
- †Dolichoderus explicans (Förster, 1891)
- Dolichoderus extensispinus Forel, 1915
- Dolichoderus feae Emery, 1889
- Dolichoderus fernandezi MacKay, 1993
- Dolichoderus ferrugineus Forel, 1903
- Dolichoderus flatidorsus Zhou & Zheng, 1997
- Dolichoderus formosus Clark, 1930
- Dolichoderus furcifer Emery, 1887
- Dolichoderus gagates Emery, 1890
- Dolichoderus germaini Emery, 1894
- Dolichoderus ghilianii Emery, 1894
- Dolichoderus gibbifer Emery, 1887
- Dolichoderus gibbus (Smith, 1861)
- Dolichoderus gordoni Shattuck & Marsden, 2013
- Dolichoderus goudiei Clark, 1930
- †Dolichoderus granulinotus Dlussky, 2008
- Dolichoderus haradae MacKay, 1993
- †Dolichoderus heeri Dlussky & Putyatina, 2014
- Dolichoderus imitator Emery, 1894
- Dolichoderus incisus Xu, 1995
- Dolichoderus indrapurensis Forel, 1912
- Dolichoderus inermis MacKay, 1993
- Dolichoderus inferus Shattuck & Marsden, 2013
- Dolichoderus inpai (Harada, 1987)
- †Dolichoderus intermedius MacKay, 1993
- Dolichoderus jacobsoni Forel, 1909
- †Dolichoderus jiaoyanshanensis (Hong, 1985)
- Dolichoderus kathae Shattuck & Marsden, 2013
- Dolichoderus kinabaluensis Dill, 2002
- †Dolichoderus kohlsi Dlussky & Rasnitsyn, 2003
- †Dolichoderus kutscheri Dlussky, 2008
- †Dolichoderus kutschlinicus (Deichmüller, 1881)
- †Dolichoderus lacinius Zhang, 1989
- Dolichoderus lactarius (Smith, 1860)
- Dolichoderus lamellosus (Mayr, 1870)
- Dolichoderus laminatus (Mayr, 1870)
- Dolichoderus laotius Santschi, 1920
- Dolichoderus laurae MacKay, 1993
- Dolichoderus lobicornis (Kempf, 1959)
- Dolichoderus longicollis MacKay, 1993
- †Dolichoderus longipennis (Mayr, 1868)
- †Dolichoderus longipilosus Dlussky, 2002
- †Dolichoderus lucidus Dlussky, 2008
- Dolichoderus luederwaldti Santschi, 1921
- Dolichoderus lugens Emery, 1894
- Dolichoderus lujae Santschi, 1923
- †Dolichoderus luridivenosus Zhang, Sun & Zhang, 1994
- Dolichoderus lutosus (Smith, 1858)
- Dolichoderus magnipastor Dill, 2002
- Dolichoderus mariae Forel, 1885
- Dolichoderus maschwitzi Dill, 2002
- Dolichoderus mesonotalis Forel, 1907
- †Dolichoderus mesosternalis Wheeler, 1915
- Dolichoderus modiglianii Emery, 1900
- Dolichoderus moggridgei Forel, 1886
- Dolichoderus monoceros Emery, 1897
- Dolichoderus mucronifer (Roger, 1862)
- †Dolichoderus nanus Dlussky, 2002
- Dolichoderus niger Crawley, 1922
- Dolichoderus nigricornis Clark, 1930
- †Dolichoderus obliteratus (Scudder, 1877)
- Dolichoderus omacanthus (Kempf, 1972)
- Dolichoderus omicron Shattuck & Marsden, 2013
- †Dolichoderus oviformis Théobald, 1937
- Dolichoderus parvus Clark, 1930
- †Dolichoderus passalomma Wheeler, 1915
- Dolichoderus pastorulus Dill, 2002
- Dolichoderus patens (Mayr, 1870)
- †Dolichoderus perkovskyi Dlussky, 2008
- Dolichoderus piceus MacKay, 1993
- Dolichoderus pilinomas Dill, 2002
- †Dolichoderus pilipes Dlussky, 2008
- Dolichoderus pilosus Zhou & Zheng, 1997
- †Dolichoderus pinguis Dlussky, Rasnitsyn, & Perfilieva, 2015[4]
- Dolichoderus plagiatus (Mayr, 1870)
- †Dolichoderus polessus Dlussky, 2002
- †Dolichoderus polonicus Dlussky, 2002
- †Dolichoderus primitivus (Wilson, 1985)
- †Dolichoderus prolaminatus (Wilson, 1985)
- †Dolichoderus punctatus Dlussky, 2008
- Dolichoderus pustulatus Mayr, 1886
- Dolichoderus quadridenticulatus (Roger, 1862)
- Dolichoderus quadripunctatus (Linnaeus, 1771)
- Dolichoderus reflexus Clark, 1930
- †Dolichoderus robustus Dlussky, 2002
- †Dolichoderus rohweri Carpenter, 1930
- Dolichoderus rosenbergi Forel, 1911
- Dolichoderus rufescens Mann, 1912
- Dolichoderus rufotibialis Clark, 1930
- Dolichoderus rugocapitus Zhou, 2001
- Dolichoderus rugosus (Smith, 1858)
- Dolichoderus rutilus Shattuck & Marsden, 2013
- Dolichoderus sagmanotus Xu, 2001
- Dolichoderus satanus Bolton, 1995
- Dolichoderus scabridus Roger, 1862
- Dolichoderus schulzi Emery, 1894
- Dolichoderus scrobiculatus (Mayr, 1876)
- †Dolichoderus sculpturatus (Mayr, 1868)
- Dolichoderus semiorbis Shattuck & Marsden, 2013
- Dolichoderus semirugosus (Mayr, 1870)
- Dolichoderus septemspinosus Emery, 1894
- Dolichoderus setosus (Kempf, 1959)
- Dolichoderus shattucki MacKay, 1993
- Dolichoderus sibiricus Emery, 1889
- Dolichoderus siggii Forel, 1895
- Dolichoderus smithi MacKay, 1993
- Dolichoderus spinicollis (Latreille, 1817)
- Dolichoderus spurius Forel, 1903
- Dolichoderus squamanodus Xu, 2001
- Dolichoderus sulcaticeps (Mayr, 1870)
- Dolichoderus sundari Mathew & Tiwari, 2000
- Dolichoderus superaculus (Lattke, 1987)
- Dolichoderus taprobanae (Smith, 1858)
- Dolichoderus taschenbergi (Mayr, 1866)
- †Dolichoderus tauricus Dlussky, 1981
- †Dolichoderus tavridus Perfilieva et al., 2017
- †Dolichoderus tertiarius (Mayr, 1868)
- Dolichoderus thoracicus (Smith, 1860)
- †Dolichoderus transversipetiolaris Zhang, Sun & Zhang, 1994
- Dolichoderus tricolor Emery, 1914
- Dolichoderus tricornis Emery, 1897
- Dolichoderus tridentanodus Ortega-De Santiago & Vásquez-Bolaños, 2012
- Dolichoderus tristis Mann, 1916
- Dolichoderus tuberifer Emery, 1887
- Dolichoderus turneri Forel, 1902
- Dolichoderus utriensis Ortiz & Fernández, 2011
- Dolichoderus validus (Kempf, 1959)
- Dolichoderus varians Mann, 1916
- †Dolichoderus vectensis Donisthorpe, 1920
- †Dolichoderus vexillarius Wheeler, 1915
- †Dolichoderus vlaskini Dlussky, 2008
- Dolichoderus voraginosus MacKay, 1993
- Dolichoderus ypsilon Forel, 1902
- †Dolichoderus zherichini Dlussky & Perkovsky, 2002